# Rick Bockelie
Rick Marlow Bockelie (* 28. Mai 1902 in Oslo; † 18. Februar 1966 ebenda) war ein norwegischer Segler.

## Erfolge
Rick Bockelie, Mitglied des Kongelig Norsk Seilforening, nahm an den Olympischen Spielen 1924 in Paris in der 8-Meter-Klasse als Crewmitglied der norwegischen Yacht Béra teil. Bereits in der ersten Wettfahrt gelang der Béra die Qualifikation für das Halbfinale, sodass der vierte Platz in der zweiten Wettfahrt nur statistischen Wert hatte. In der dritten Wettfahrt, die als erstes von zwei Halbfinalen gewertet wurde, kam die Béra ebenso als erstes ins Ziel wie auch bei der vierten Wettfahrt. Damit wurde Bockelie, wie auch die übrigen Crewmitglieder Carl Ringvold junior, Harald Hagen, Ingar Nielsen sowie Carl Ringvold senior, der als Skipper die Béra führte, Olympiasieger.